# 吉田とし
吉田 とし（よしだ とし、1925年〈大正14年〉2月7日 - 1988年〈昭和63年〉9月28日）は、日本の児童文学作家。

## 来歴・人物
静岡県富士市出身。日本女子大学文学部国文科に進学し、在学中に小説を書き始める。父の看病のために中退。
1948年に処女作『追憶に君住む限り』でデビューし、児童文学を書き続ける。1958年に斉藤尚子と立原えりかとともに「だ・かぽ」を創刊。代表作に『少年の海』をはじめ、『巨人の風車』（NHK児童文学奨励賞受賞）、『じぶんの星』（小学館文学賞受賞）、『四年一組のおひめさま』、『小説の書き方』、『赤い月』、『大ちゃんの青い月』、『木曜日のとなり』など多数。また、『吉田としジュニアロマンス選集』（全10巻）、『吉田としジュニアロマンスシリーズ』（全10巻）、『吉田とし青春ロマンシリーズ』（全5巻）もある。中でも『ぼくのおやじ』は「ぼくのおやじ 消えた子どもの部屋」のタイトルで1983年にテレビ朝日「ハウスこども劇場」で、『家族』は「富士山麓」のタイトルで1985年にNHK「ドラマ人間模様」でそれぞれ放送された。なお、『家族』は理論社の復刻版大長編シリーズとして2010年1月に復刊された。
1988年9月28日、肺がんのために死去。享年63。没後21年後の2009年8月15日に、晩年乳癌と告知された吉田自身の死と向き合った小説『生と死と』が実妹の協力の下、小学館スクウェアより刊行された。